# Éditeur de presse
 (juin 2020).
Si vous disposez d'ouvrages ou d'articles de référence ou si vous connaissez des sites web de qualité traitant du thème abordé ici, merci de compléter l'article en donnant les références utiles à sa vérifiabilité et en les liant à la section « Notes et références ».
 (septembre 2015).
Un éditeur de presse, ou groupe de presse, est une entreprise (groupe de médias) qui possède et publie plusieurs journaux (quotidiens ou périodiques) de presse écrite ou de presse en ligne.
Le régime juridique de la presse, en France, a été réformé par la loi no 86-897 du 1 août 1986, modifiée par plusieurs lois ultérieures.

## Types de presse
Il est possible de définir différentes catégories (types) de presse, indiquées ci-dessous, toutefois plusieurs coexistent souvent chez un même éditeur de presse. 
Un lien fréquent, entre les différents titres d'un même éditeur de presse, y compris pour diverses catégories, est la régie publicitaire commune tournée vers les annonceurs, qui permet le couplage presse.

### Presse d'information générale, selon périodicité

#### Presse quotidienne d'information et d'opinion
La majeure partie de la presse quotidienne nationale française d'information est, à l'origine, dans une catégorie plutôt élitiste.

#### Presse hebdomadaire d’information
La catégorie magazine d'actualité ou (‘’newsmagazine’’) est souvent hebdomadaire, parfois bimensuelle.

#### Presse d'information populaire
Ce sont des quotidiens de large diffusion, avec un succès variable selon les pays. 
Le Format tabloïd, né en Grande-Bretagne, y est longtemps réservé à la presse populaire à sensation, voire « de caniveau ».
Depuis les années 2000, le concept (inventé en 1995, en Suède) de quotidien gratuit, financé par la seule publicité, s'est répandu surtout dans de grandes villes, puis a reflué.

#### Presse régionale et départementale
- La Presse écrite régionale, au sens quotidiens régionaux et départementaux (PQR), privilégie l'information locale et de proximité, complétée par des articles d'informations nationales ou générales.
- La presse hebdomadaire régionale (PHR) est multiple, chacune focalisée sur un territoire géographique de dimensions diverses (petites et grandes provinces historiques, régions naturelles ou administratives, etc.)
- D'autres périodicités plus longues (mensuel, bimestriel, trimestriel) sont présentes.

### La presse magazine de loisirs
Elle est particulièrement importante en France, comparée aux autres grands pays européens. Elle comprend la presse féminine, les magazines de programmes télévision.

### La presse spécialisée
Selon le cas, elle peur concerner le grand public ou des milieux professionnels. Deux domaines spécialisés sont particulièrement représentés :

#### Économie
Quotidiens d'économie, dans une conception éventuellement large, ainsi que périodiques avec une autre fréquence de parution. 

#### Domaine sportif
Si le quotidien L'Équipe a un quasi-monopole en France au niveau national, plusieurs quotidiens sportifs coexistent en Espagne ou en Italie, et les quotidiens populaires rendent comptent du sport en Allemagne ou en Angleterre.

### Presses universitaires
Une maison d'édition universitaire, ou presses universitaires, est une maison d'édition  liée à un ou plusieurs établissements d'enseignement supérieur et de recherche scientifique, très souvent universités. Ses publications sont des revues publiant des articles, ainsi que des ouvrages, en lien avec ces activités (enseignement, recherche).
Ces revues ont pour lectorat naturel les chercheurs et universitaires, une partie d'entre elles et des ouvrages peuvent aussi s'adresser au grand public.
Le portail (francophone) Persée permet un libre accès à de nombreuses revues scientifiques, mis à part les numéros les plus récents.

## Évolutions depuis les années 2000

### Un modèle économique bouleversé
Le développement d’internet et des outils numériques a bouleversé le modèle économique de la presse écrite. Celui-ci reposait sur la vente au numéro de quotidiens papier et sur la publicité, en coexistence avec les radios et télévisions.
Or, la situation change nettement avec l’essor de l’utilisation d’internet par le grand public, en France depuis les années 2000 : d’une part le nombre croissant de sites internet diminue les ventes de journaux, d’autre part les revenus et tarifs des annonces publicitaires dans la presse régressent.
Les éditeurs de presse ont entrepris (en France, plus tard qu'aux États-Unis) de développer leurs sites Internet, tout en maintenant l'édition papier. Plusieurs stratégies (gratuit, payant, en partie gratuit) ont été explorées.

### Des concurrences nouvelles
Fait aggravant, les évolutions technologiques ont nourri la position dominante et offensive des grandes plates-formes, dites « médias sociaux » (Google et Facebook), face auxquelles le modèle économique de la presse – abonnements et publicité – est de plus en plus remis en cause. Pour le préserver ou retrouver la viabilité économique, des logiques d'alliance entre éditeurs de presse entrent progressivement en jeu.
Avec l'avènement de la convergence des communications, les éditeurs de presse se sont de plus en plus impliqués dans les autres modes de communications comme la radio, la télévision et Internet.
Concernant la presse quotidienne régionale, en France la constitution de groupes de presse avait souvent abouti à un quasi-monopole local, en même temps qu'à la mise en jeu de synergies entre titres. La libéralisation des ondes radios avait amené une certaine diversité locale, fortement accrue ensuite avec le développement des sites et outils Internet.
La presse régionale a souvent beaucoup investi dans la télévision locale, ce qui lui a causé des pertes d’argent importantes.

### Politique européenne
Contrairement à d’autres secteurs, il n'y a jamais eu de stratégie économique sectorielle européenne pour les médias. Selon ces auteurs, l'UE peut aider les éditeurs de presse et journalistes via un cadre européen, un marché équilibré et une politique industrielle.
L'enjeu principal est une capacité d’innovation rapide. Dans le domaine des investissements technologiques, et certains domaines comme la traduction assistée, les technologies peuvent aider à rendre rentables et autonomes de véritables médias européens, à renforcer les compétences.
Des règles du jeu justes, y compris le droit d'auteur, permettront un partage des recettes publicitaires et des abonnements en garantissant un cadre réglementaire équitable. Mais les négociations s'avèrent ardues, et adopter de telles législations prendra du temps.

## Éditeurs de presse en Amérique du Nord et/ou centrale

### Éditeurs de presse du Canada
- Coopérative nationale de l'information indépendante (CN2i)
- Torstar
- Québecor Média
- Postmedia Network

### Éditeurs de presse des États-Unis
The New York Times Company (NYTC) est le groupe de presse qui publie notamment le quotidien The New York Times, dont le site internet est internationalement l'un des sites de presse les plus consultés.
Le groupe publiant The Washington Post est devenu, en 2013, la propriété de Jeff Bezos, fondateur et président-directeur général d'Amazon.

## Éditeurs de presse en Europe

### Union européenne (UE)
Il y a 24 langues officielles de l'Union européenne pour 27 États membres, dans l'UE, aussi les groupes de presse majeurs se sont-ils constitués par pays, du fait de langues nationales le plus souvent différentes. Plus récemment, des rachats ont amené à la constitution de groupes transnationaux ou transfrontières.
La plupart des pays européens aident le secteur des médias : redevance audiovisuelle, parfois subventions et allégements fiscaux pour la presse, secteur où la France est particulièrement active. Comme indiqué plus haut, le défi est désormais technologique et réglementaire pour préserver la vérification des faits et le journalisme d'investigation.

### Éditeurs de presse en Allemagne (UE)
Le groupe de presse allemand Gruner + Jahr, détenu lui-même par Bertelsmann, a pour filiale (en France) le groupe Prisma Media (Prisma Presse jusqu'en février 2012). Prisma Media, créée en 1980, est rachetée par Vincent Bolloré en 2021.

### Éditeurs de presse en Belgique (UE)
Le Groupe Rossel est un groupe de presse belge qui possède le Groupe Rossel La Voix, groupe de presse régionale française basé à Lille, cédé par la Socpresse au Groupe Rossel en 2005.

### Éditeurs de presse en Espagne (UE)
Le groupe de presse Prisa possède le journal El País, et s'est progressivement internationalisé dans les pays d'Amérique du Sud, au Mexique, aux États-Unis, et en Europe au Portugal ainsi qu'en France. Prisa, actionnaire (depuis 2005) du groupe Le Monde, souhaitait en 2018 revendre sa participation (prévue à l'origine dans le cadre d'une coopération Le Monde / El País).

### Éditeurs de presse en France (UE)

#### Recompositions successives
La plupart des éditeurs de presse français ont changé de propriétaire lors de l'épuration à la Libération en France. Après-guerre, les entreprises de presse sont de petite taille, hormis Hachette. À partir des années 1950, ont lieu de nombreux changements.
À la fin des années 1980, à la suite de nombreux rachats (en particulier par Robert Hersant) trois acteurs principaux sont présents : R. Hersant (Socpresse), Hachette et Havas.
Vers l'an 2000, la Socpresse est dépecée à la suite de la mort (en 1996) de son fondateur, les participations de Havas dans la presse et l’édition sont vendues.
Éditeurs de CA supérieur à 1 milliard € en 2005 :
- Société Hachette Filipacchi Médias (HFM), sera dissoute en 2017[N 2].
- Socpresse (Dassault media après rachat du groupe Hersant par Serge Dassault)[N 3].
- Groupe SIPA Ouest-France, dont le quotidien régional Ouest-France.

En 2020, il y a moins d'éditeurs de presse (qu'en 2005) présents à la fois dans la presse quotidienne nationale (PQN) et régionale (PQR).

#### Principaux éditeurs de presse quotidienne nationale (PQN)
- Groupe Le Monde, dont le quotidien Le Monde
- Groupe Figaro, dont le quotidien Le Figaro
- Groupe Les Échos-Le Parisien
- Groupe Amaury, dont le quotidien L'Équipe

Concernant les chiffres actualisés d’audience PQN, le seul couplage presse indiqué par l'ACPM concerne les audiences presse Le Parisien + Aujourd'hui.

#### Principaux éditeurs de presse quotidienne régionale (PQR)
- Groupe Sipa - Ouest-France, dont le quotidien régional Ouest-France, siège à Rennes
- Groupe EBRA (Est Bourgogne Rhône Alpes)
- Groupe Centre France, dont le quotidien régional La Montagne, siège à Clermont-Ferrand
- Groupe Sud Ouest, dont le quotidien régional Sud Ouest, siège à Bordeaux
- Groupe La Dépêche du Midi, dont le quotidien régional La Dépêche du Midi, siège à Toulouse
- Groupe Le Télégramme, dont le quotidien régional Le Télégramme, siège à Morlaix

Concernant les chiffres actualisés d’audience PQR, l'Alliance pour les Chiffres de la Presse et des Médias (ACPM) publie les audiences presse des groupes de presse.

### Éditeurs de presse en Italie (UE)
- Groupe L'Espresso
- Mondadori : Arnoldo Mondadori Editore a pour filiale Mondadori France
- RCS MediaGroup, dont le quotidien Corriere della Sera

### Éditeurs de presse au Royaume-Uni (hors UE)
Le Groupe Guardian Media publie notamment le journal d'information The Guardian, dont le site internet est l'un sites de presse les plus consultés au monde.